# Реда (місто)
Ре́да (пол. Reda, каш. Réda, нім. Rheda) — місто в північній Польщі, на річці Реда.
Належить до Вейгеровського повіту Поморського воєводства.

## Демографія
Демографічна структура станом на 31 березня 2011 року:
|          | Загалом | Допрацездатний вік | Працездатний вік | Постпрацездатний вік |
| -------- | ------- | ------------------ | ---------------- | -------------------- |
| Чоловіки | 10648   | 2435               | 7633             | 580                  |
| Жінки    | 10931   | 2245               | 7378             | 1308                 |
| Разом    | 21579   | 4680               | 15011            | 1888                 |